# XTC (Band)
XTC war eine britische Rockband aus Swindon, die 1976 aus der Gruppe Helium Kidz hervorging und sich 2006 auflöste. XTC begann als Post-Punk- und New-Wave-Band, verarbeitete jedoch auch Einflüsse aus der Musik der 1960er Jahre und entwickelte ihren Stil zu künstlerisch ambitioniertem Pop mit Elementen aus Psychedelia und Kammermusik. Obwohl die Band unter Musikkritikern hohes Ansehen genießt, blieb ihr der kommerzielle Durchbruch stets verwehrt.

## Geschichte
Nach einer längeren Vorgeschichte als The Helium Kidz fand sich XTC im Jahr 1976 in Swindon in der Besetzung Andy Partridge (Gitarre, Gesang), Colin Moulding (Bass, Gesang), Barry Andrews (Keyboards) und Terry Chambers (Schlagzeug) zusammen. Obwohl nicht direkt eine Punkband, passte sie mit ihrem „hyperdynamischen“ Auftreten in die Zeit und konnte mit ihren ersten Platten (White Music und Go2) Erfolge erzielen.
Barry Andrews verließ 1979 die Gruppe nach den ersten beiden Platten aufgrund musikalischer Differenzen und gründete Shriekback. Er wurde durch den Gitarristen und Multi-Instrumentalisten Dave Gregory ersetzt, was musikalisch zu einer deutlichen Stiländerung in Richtung psychedelischem Gitarren-Pop führte. Im gleichen Jahr gelang der Band mit der von Colin Moulding geschriebenen Single Making Plans for Nigel einer ihrer größten Erfolge. Zahlreiche Tourneen und die Zusammenarbeit mit dem Produzenten Steve Lillywhite auf den Alben Drums & Wires und Black Sea etablierten die Band auch international. Nach der Hitsingle Senses Working Overtime vom Album English Settlement kam es Anfang 1982 zum körperlichen Zusammenbruch des Frontmanns Partridge. Danach gab XTC keine Konzerte mehr, Schlagzeuger Terry Chambers schied aus. Die Band trat zum letzten Mal am 4. April 1982 im Hollywood Palladium auf.
In den folgenden Jahren existierte die Band mit wechselnden Schlagzeugern nur noch im Studio und fand mit ihrem zunehmend psychedelischen Sound auf Mummer und The Big Express immer weniger Zuhörer. Die Krise verschärfte sich durch Rechtsstreitigkeiten mit ihrem ehemaligen Manager. Dagegen fand sie mit ihrem Alter Ego The Dukes of Stratosphear Begeisterung im aufkeimenden 60er-Jahre-Revival. 1986 arbeitete XTC auf dem Album Skylarking mit dem Produzenten Todd Rundgren zusammen. Zwar gestalteten sich die Aufnahmesessions mit den beiden starken Charakteren Partridge und Rundgren recht schwierig; das Album wird jedoch auch von der Band als ein Höhepunkt ihrer Karriere angesehen. Skylarking brachte den US-College-Radio-Hit Dear God hervor. Ursprünglich nur B-Seite zur Single Grass, wurde der religionskritische Song zu XTCs größtem und kontroversesten Hit. In den USA fand XTC daraufhin ein neues, junges Publikum, was 1989 in Vorwegnahme der Unplugged-Welle zu einer akustischen Tournee durch US-amerikanische Radiostationen führte.
Da mit den folgenden Alben Oranges & Lemons und Nonsuch Erfolge in der englischen Heimat ausblieben und die Musiker auch für ihre Erfolgsplatten kaum bezahlt wurden, kam es zu Spannungen mit ihrer Plattenfirma, die zu einem Streik der Band und einer Veröffentlichungspause von 1994 bis 1999 führte. Lieder, die sich in dieser Zeit angesammelt hatten, wurden nach der Auflösung des Vertrages eingespielt. Aufgrund musikalischer und persönlicher Differenzen verließ Dave Gregory die Band und XTC war fortan ein Duo. Partridge und Moulding gründeten ihre eigene Plattenfirma „Idea Records“ und veröffentlichten die CDs Apple Venus und Wasp Star. Daneben brachte Partridge Solo-Veröffentlichungen in Zusammenarbeit mit Harold Budd und Peter Blegvad heraus und produzierte unter anderem Martin Newell. Währenddessen veröffentlichte ihre frühere Plattenfirma Virgin Records 2001 die bisherigen CDs in neu gemasterten Versionen sowie im folgenden Jahr die 4-CD-Box Coat of Many Cupboards mit zahlreichen bisher unveröffentlichten Aufnahmen. Eine DVD-Veröffentlichung der XTC-Videos scheiterte bisher an dem Tantiemenstreit zwischen Musikern und Plattenfirma.
2003 gründete Andy Partridge seine eigene Plattenfirma Ape, zunächst, um unter dem Namen Fuzzy Warbles (zu deutsch „undeutliches Tralala“) die unter XTC-Fans schon seit langem kursierenden Demoaufnahmen aus seinem Privatstudio offiziell und in angemessener Klangqualität zu veröffentlichen. Partridge nahm schließlich auch andere Künstler bei „Ape“ unter Vertrag, so die englische Milk & Honey Band und die kanadische Künstlerin Veda Hille.
Ende 2005 veröffentlichte XTC nach langer Pause zwei neue Stücke: Partridges Spiral, stark an She Said She Said der Beatles orientiert, sowie Mouldings nostalgisches Music-Hall-Liebeslied Say It.
Im Herbst 2006 schloss Partridge die Fuzzy-Warbles-Serie ab, 2007 erschien dann das Doppelalbum Monstrance mit improvisierter Musik, die Partridge mit dem ehemaligen XTC-Keyboarder Barry Andrews und dem Schlagzeuger Martyn Baker aufgenommen hatte. Etwa zeitgleich gab er bekannt, dass Colin Moulding nicht mehr als Musiker arbeiten wolle und XTC sich damit faktisch aufgelöst hätten. Anfang 2009 gab Moulding bekannt, dass die Bandmitglieder für erweiterte Neuausgaben mehrerer XTC-Alben noch unveröffentlichte Studioaufnahmen vervollständigen würden.

## Diskografie

### Veröffentlichungen als The Dukes of Stratosphear
- 25 O’Clock (1985)
- Psonic Psunspot (1987)
- Chips from the Chocolate Fire Ball (An Anthology) (1987)

### Solo-Veröffentlichungen von Andy Partridge
- Take Away/The Lure of Salvage (als Mr. Partridge) (1980)
- Through The Hill (zusammen mit Harold Budd) (1994)
- Fuzzy Warbles (The Demo Archives) Vol 1 (2003)
- Fuzzy Warbles (The Demo Archives) Vol 2 (2003)
- Fuzzy Warbles (The Demo Archives) Vol 3 (2003)
- Fuzzy Warbles (The Demo Archives) Vol 4 (2003)
- Orpheus – The Lowdown (mit Peter Blegvad) (2004)
- Fuzzy Warbles (The Demo Archives) Vol 5 (2004)
- Fuzzy Warbles (The Demo Archives) Vol 6 (2004)
- Fuzzy Warbles (The Demo Archives) Vol 7 (2006)
- Fuzzy Warbles (The Demo Archives) Vol 8 (2006)
- Fuzzy Warbles (The Demo Archives) Collector’s Album (2007)
- Monstrance (2007)

## Chartplatzierungen

### Alben
| Jahr | Titel                                   | Höchstplatzierung, Gesamtwochen, AuszeichnungChartplatzierungen (Jahr, Titel, Platzierungen, Wochen, Auszeichnungen, Anmerkungen) | Höchstplatzierung, Gesamtwochen, AuszeichnungChartplatzierungen (Jahr, Titel, Platzierungen, Wochen, Auszeichnungen, Anmerkungen) | Anmerkungen                          |
| Jahr | Titel                                   | UK | US | Anmerkungen                          |
| ---- | --------------------------------------- | --- | --- | ------------------------------------ |
| 1978 | White Music                             | UK38 (4 Wo.)UK | — | Erstveröffentlichung: Januar 1978    |
| 1978 | Go 2                                    | UK21 (3 Wo.)UK | — | Erstveröffentlichung: Oktober 1978   |
| 1979 | Drums And Wires                         | UK34 (7 Wo.)UK | US176 (8 Wo.)US | Erstveröffentlichung: August 1979    |
| 1980 | Black Sea                               | UK16 Silber · (7 Wo.)UK | US41 (24 Wo.)US | Erstveröffentlichung: September 1980 |
| 1982 | English Settlement                      | UK5 Silber · (11 Wo.)UK | US48 (20 Wo.)US | Erstveröffentlichung: Februar 1982   |
| 1982 | Waxworks-Some Singles (1977–82)         | UK54 (3 Wo.)UK | — | Erstveröffentlichung: November 1982  |
| 1983 | Mummer                                  | UK51 (4 Wo.)UK | US145 (5 Wo.)US | Erstveröffentlichung: August 1983    |
| 1984 | The Big Express                         | UK38 (2 Wo.)UK | US178 (5 Wo.)US | Erstveröffentlichung: Oktober 1984   |
| 1986 | Skylarking                              | UK90 (1 Wo.)UK | US70 (29 Wo.)US | Erstveröffentlichung: Oktober 1986   |
| 1989 | Oranges And Lemons                      | UK28 (3 Wo.)UK | US44 (21 Wo.)US | Erstveröffentlichung: Februar 1989   |
| 1992 | Nonsuch                                 | UK28 (2 Wo.)UK | US97 (11 Wo.)US | Erstveröffentlichung: April 1992     |
| 1996 | Fossil Fuel – The XTC Singles (1977–92) | UK33 Silber · (2 Wo.)UK | — | Erstveröffentlichung: September 1996 |
| 1999 | Apple Venus Volume 1                    | UK42 (2 Wo.)UK | US106 (3 Wo.)US | Erstveröffentlichung: Februar 1999   |
| 2000 | Wasp Star (Apple Venus Volume 2)        | UK40 (1 Wo.)UK | US108 (2 Wo.)US | Erstveröffentlichung: Mai 2000       |

Weitere Alben
- Beeswax (Some B-Sides 1977–1982) (1982)
- Look Look (A Video Compilation) (1982)
- The Compact XTC (The Singles 1978–85) (1985)
- Explode Together (The Dub Experiments ’78–’80) (1990)
- Rag & Bone Buffet (Rare Cuts & Leftovers) (1990)
- BBC Radio 1 Live in Concert (1992)
- Drums and Wireless (BBC Radio Sessions 77–89) (1994)
- Transistor Blast (The Best of the BBC Sessions) (1998)
- Homespun (1999)
- Homegrown (2001)
- Coat of Many Cupboards (Hits, Demos, Live & Outtakes) (2002)
- Instru Venus CD (2002)
- Wasp Strumental CD (2002)

### Singles
| Jahr | Titel Album                               | Höchstplatzierung, Gesamtwochen, AuszeichnungChartplatzierungen (Jahr, Titel, Album, Platzierungen, Wochen, Auszeichnungen, Anmerkungen) | Höchstplatzierung, Gesamtwochen, AuszeichnungChartplatzierungen (Jahr, Titel, Album, Platzierungen, Wochen, Auszeichnungen, Anmerkungen) | Anmerkungen                |
| Jahr | Titel Album                               | UK | US | Anmerkungen                |
| ---- | ----------------------------------------- | --- | --- | -------------------------- |
| 1979 | Life Begins At The Hop –                  | UK54 (4 Wo.)UK | — | Erstveröffentlichung: 1979 |
| 1979 | Making Plans For Nigel Drums And Wires    | UK17 (11 Wo.)UK | — | Erstveröffentlichung: 1979 |
| 1980 | Generals And Majors Black Sea             | UK32 (8 Wo.)UK | — | Erstveröffentlichung: 1980 |
| 1980 | Towers Of London Black Sea                | UK31 (5 Wo.)UK | — | Erstveröffentlichung: 1980 |
| 1981 | Sgt. Rock (Is Going To Help Me) Black Sea | UK16 (9 Wo.)UK | — | Erstveröffentlichung: 1981 |
| 1982 | Senses Working Overtime Black Sea         | UK10 (9 Wo.)UK | — | Erstveröffentlichung: 1982 |
| 1982 | Ball And Chain English Settlement         | UK58 (4 Wo.)UK | — | Erstveröffentlichung: 1982 |
| 1983 | Love On A Farmboy’s Wages Mummer          | UK50 (6 Wo.)UK | — | Erstveröffentlichung: 1983 |
| 1984 | All You Pretty Girls The Big Express      | UK55 (6 Wo.)UK | — | Erstveröffentlichung: 1984 |
| 1984 | This World Over The Big Express           | UK99 (1 Wo.)UK | — | Erstveröffentlichung: 1984 |
| 1985 | Wake Up The Big Express                   | UK94 (2 Wo.)UK | — | Erstveröffentlichung: 1985 |
| 1986 | Grass Skylarking                          | UK100 (2 Wo.)UK | — | Erstveröffentlichung: 1986 |
| 1987 | The Meeting Place Skylarking              | UK100 (1 Wo.)UK | — | Erstveröffentlichung: 1987 |
| 1987 | Dear God Skylarking                       | UK99 (1 Wo.)UK | — | Erstveröffentlichung: 1987 |
| 1989 | The Mayor Of Simpleton Oranges & Lemons   | UK46 (5 Wo.)UK | US72 (6 Wo.)US | Erstveröffentlichung: 1989 |
| 1989 | King For A Day Oranges & Lemons           | UK82 (3 Wo.)UK | — | Erstveröffentlichung: 1989 |
| 1992 | The Disappointed Nonsuch                  | UK33 (5 Wo.)UK | — | Erstveröffentlichung: 1992 |
| 1992 | The Ballad Of Peter Pumpkinhead Nonsuch   | UK71 (1 Wo.)UK | — | Erstveröffentlichung: 1992 |
| 1999 | I’d Like That Apple Venus                 | UK96 (1 Wo.)UK | — | Erstveröffentlichung: 1999 |